# Fraortes (rebelde)
Fraortes (? -  521 a.C.) foi um medo que se rebelou contra o rei aquemênida Dario I. Reinou de 522 a.C. a 521 a.C.

## Contexto histórico
O que causou a revolta de Fraortes foi a morte do rei persa Cambises II na primavera do ano 522 a.C. e a usurpação do trono de Gaumata, que era considerado mago, e que não pertencia a dinastia aqueménida mas que era medo de nascimento.
Segundo a historia seis nobres partidários da família real persa ajudaram o rei Dario I a subir ao trono, assassinando Gaumata na sua fortaleza de Sicaiauavatis em Média no dia 29 de setembro.
Quase imediatamente dois reis revoltaram-se: Nidintubel na Babilónia e Assina em Elão. Quando Dario acabou de suprimir estas revoluções, Fraortes achou que estava na altura de experimenta o pulso ao poder dominante, assim reivindicou que era descendente do antigo rei medo Ciaxares e tomou o nome de Castariti para usar no trono. Marchou sobre a cidade de Ecbátana, a capital Média, cidade que conquistou em dezembro do ano 522 a.C.
Mais ou menos pelos mesmos motivos que despoletaram os movimentos de sucessão referidos, estalou uma nova rebelião, em Elão, e sob o comando do rei Martia, e outras revoltas se iniciaram e expandiram-se as províncias da Arménia, Pártia e Assíria.

## Fraortes, rei dos medos
Os persas foram incapazes de conter a rebelião meda de forma rápida. Na inscrição de Beistum, Dario afirma que o seu general Hidarnes ganhou uma batalha em Marush (Mehriz (Maru), ao sul da actual Iazde) em 12 de janeiro de 521 a.C. Sem dúvida esta batalha não foi de modo algum decisiva e não prejudicou seriamente a posição de Fraortes na Média, apenas serviu para impedir que os medos invadissem a Pérsia, não chegaram sequer a cara a cara com o inimigo, Uasdata. 
Outro factor que joga a favor de Fraortes foi que o exército de Dario estava formado por tropas medas. Estas tinham servido bem na Babilónia, mas era improvável que atacassem o seu próprio povo e país.
Sem duvida, se Dario não podia tirar partido da vitória, Fraortes também não podia explorar muito a situação, já que em Pártia, que era leal ao rei medo, havia uma guarnição persa que era comandada pelo pai de Dario, Histaspes. Em 8 de março do ano 521 a.C., os partas e seus aliados, os hircânios, atacaram a guarnição persa, tendo sido derrotados.
Explorado a situação os persas da Pártia puderam atacar a retaguarda dos invasores. Fraortes não podia atacar Dario, que teve tempo para recrutar um novo exército. 
Na primavera, o líder persa penetrou na Média pelo Oeste, e em 8 de maio de 521 a.C. derrotou Fraortes num sitio chamado Cunduru, que provavelmente é a atual Beistum, onde há uma  inscrição de Beistum sobre o assunto.
Fraortes foi capturado quando se dirigia ao centro religioso dos magos, Rages (actual Teerão).
Dario, conta na inscrição de Beistum, que ele mesmo cortou o nariz, a língua e as orelhas, arrancou os olhos e crucificou em Ecbátana Fraortes e seus principais seguidores.
Depois desta vitória, Dario pôde enviar tropas para a Arménia e Pártia, onde os seus generais acabaram com o resto dos rebeldes, mas ainda houve outras rebeliões nas províncias.